# بیوگرافی آلمانی

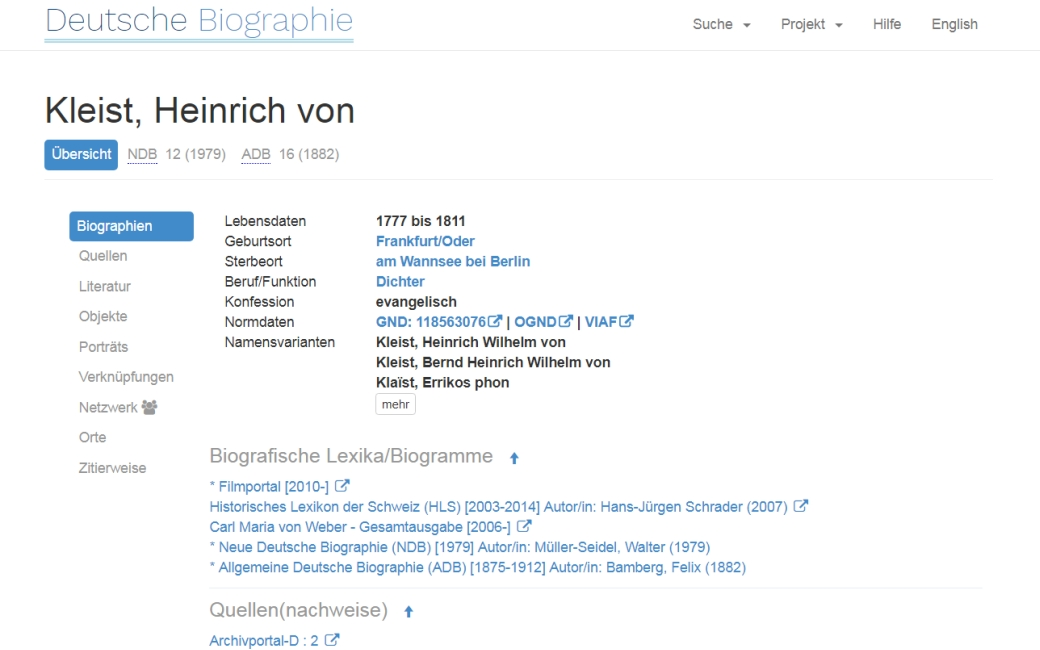
ورودی برای هاینریش فون کلایست

بیوگرافی آلمانی Deutsche Biographie (انگلیسی: German Biography) فرهنگ بیوگرافی آنلاین به زبان آلمانی است و تا کنون اطلاعاتی در مورد بیش از ۷۳۰۰۰۰ فرد و خانواده را منتشر کرده‌است (۲۰۱۶). همه ورودی‌ها به فایل مرجع یکپارچه (GND) پیوند داده شده‌اند.
بیوگرافی آلمانی همچنین حاوی مقالاتی از
- Allgemeine Deutsche Biographie (ADB: 1875–1912)
- Neue Deutsche Biographie (NDB: 1953–2023)
- NDB-online (2020–)